# Pristimantis buccinator
Espèce
Synonymes
- Eleutherodactylus buccinator Rodrìguez, 1994

Statut de conservation UICN

 LC  : Préoccupation mineure
Pristimantis buccinator est une espèce d'amphibiens de la famille des Craugastoridae.

## Répartition
Cette espèce se rencontre jusqu'à 850 m d'altitude, :
- au Pérou dans les régions de Madre de Dios, de Loreto et de Puno ;
- au Brésil dans l'État d'Acre.

Sa présence est incertaine en Bolivie.

## Publication originale
- Rodrìguez, 1994 : A new species of the Eleutherodactylus conspicillatus group (Leptodactylidae) from Peru, with comments on its call. Alytes, vol. 12, no 2, p. 49-63.